# Radkivka, Prîlukî
Radkivka (în ucraineană Радьківка) este un sat în comuna Obîciv din raionul Prîlukî, regiunea Cernihiv, Ucraina.

## Demografie
Componența lingvistică a localității Radkivka
     Ucraineană (97,17%)
     Rusă (2,83%)
Conform recensământului din 2001, majoritatea populației localității Radkivka era vorbitoare de ucraineană (97,17%), existând în minoritate și vorbitori de rusă (2,83%).